# XaoS
XaoS est un logiciel libre sous licence GNU GPL permettant de manipuler graphiquement des fractales.

## Description
XaoS permet d'observer différentes fractales : l’ensemble de Mandelbrot, en associant chaque point à l’ensemble de Julia correspondant, ainsi que plusieurs ensembles dérivés : ceux de Newton, Barnsley, et plusieurs fractales courantes (Magnet, Octal, Phoenix...).
XaoS offre de nombreuses possibilités, dont :
- Colorer les différentes régions en fonction de paramètres variés, donnant des apparence très variées à un même ensemble.
- Définir différentes palettes de couleur
- Afficher les fractales dans des plans différents, définis par des relations entre les paramètres (mu, 1/mu, lambda…)
- Modifier le nombre d’itérations utilisés pour les calculs de limites, afin d’améliorer la précision pour certaines images.
- Appliquer des filtres à l’image (afficher seulement les « lignes de niveau », une pseudo 3D, effets de relief, antialiasing, ou encore motion blur pour les animations).

XaoS est réputé comme étant un logiciel de dessin de fractales simple à utiliser, grâce aux déplacements à la souris, et par son langage de script qui permet d’identifier certaines positions à l’intérieur des fractales, ou encore de créer des animations à partir des différents objets mathématiques présents.